# Xẻ đôi người

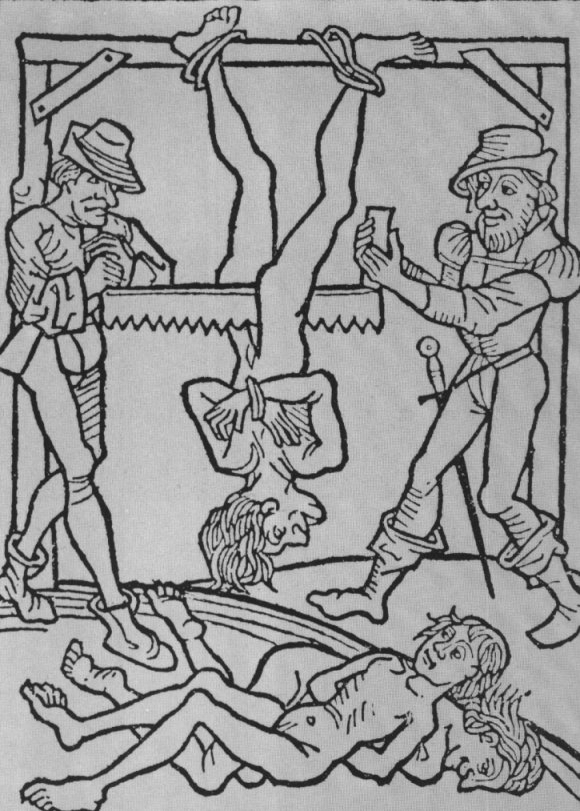
Bức vẽ từ thế kỉ XV mô tả cảnh ba người đàn ông bị hành quyết bằng cách xẻ đôi.

Xẻ đôi người là một hình thức xử tử được áp dụng tại nhiều nơi trên thế giới, phổ biến nhất là ở châu Âu thời Trung cổ. Hình thức này cũng được nhắc tới trong nhiều thần thoại và truyền thuyết khác nhau. Dù có nhiều nguồn chứng minh tính xác thực, tuy nhiên, vẫn có những ghi chép cho rằng phương thức này chưa bao giờ được sử dụng.

## Phương thức thực hiện
Nhiều cách xử tử khác nhau bằng phương thức này đã được ghi nhận. Dưới triều đại của Hoàng đế La Mã Caligula, tử tù bị xẻ đôi từ phần giữa cơ thể. Ở Maroc, phạm nhân bị xẻ đôi theo chiều dọc từ háng lên hộp sọ hoặc theo chiều ngược lại (với sự hỗ trợ của một tấm bảng gắn vào người).
Còn trong câu chuyện về trường hợp của Simon Nhiệt Thành, ông được mô tả là bị treo ngược và xẻ dọc theo giữa, bắt đầu từ háng, không đề cập đến việc buộc một tấm bảng hỗ trợ xung quanh người. Mặc dù vậy, trong các trường hợp khác được mô tả một cách chi tiết hơn, tử tội dường như đã bị gắn chặt vào một hoặc hai tấm bảng trước khi bị hành quyết.

## Trong lịch sử cổ đại và những văn tự cổ xưa

### Ba Tư cổ đại
Huyền thoại về Jamshid
Trong thiên sử thi Shahnameh của Ferdowsi, Jamshid là một shah huyền thoại của Ba Tư. Sau 300 năm trị vì, Jamshid quên mất những phước lành từ Chúa và bắt đầu yêu cầu được tôn kính như một vị thần. Dân chúng nổi loạn và Zahhak xử tử ông bằng cách xẻ đôi người.
Parysatis
Parysatis, vợ và là người chị mang nửa dòng máu của vua Darius II, kẻ được cho là nắm thực quyền cai trị Đế quốc Achaemenes. Là người khơi mào và dính líu vào nhiều âm mưu đen tối của triều đình, bà tạo ra rất nhiều kẻ thù nhưng đồng thời cũng có biệt tài tiêu diệt bọn họ rất đúng thời điểm. Parysatis đã xử tử nhiều anh chị em của Stateira - con dâu của chính bà, trong đó Roxana, chị gái của cô là người đầu tiên trong danh sách này bị xử tử bởi Parysatis. Cơ thể cô bị xẻ làm đôi từ háng lên ngực. Parysatis cũng có ý định giết cả Stateira. Tuy nhiên, con trai cô, Artaxerxes II đã đứng ra cầu xin để giúp mẫu thân thoát chết. Nhưng sự sống của Stateira cũng không kéo dài lâu. Khi Darius II băng hà, Parysatis tiếm quyền và đầu độc cô. Parysatis còn tiếp tục nắm quyền nhiều năm sau đó.
Hormizd IV
Hormizd IV (tiếng Ba Tư: هرمز چهارم), con trai của vua Khosrow I, là vị vua thứ 21 của nhà Sassanis. Triều đại của ông kéo dài từ năm 579 đến năm 590. Trong thời gian trị vì của mình, ông được đánh giá là một vị vua bạo quyền, "hung ác", bị các triều thần, quý tộc phẫn nộ gay gắt. Vì lẽ đó, năm 590, Khosrow II - con trai ông đã cầm đầu một cuộc nổi loạn cung đình chống lại cha mình. Hormizd IV bị buộc phải chứng kiến cảnh vợ và một trong những đứa con trai của mình bị xẻ đôi trước mắt mình. Sau đó ông đã bị mù. Vài ngày sau, ông bị chính người con trai mới lên ngôi giết chết trong một cơn phẫn nộ.

### Người Thracia
Người Thracia được người Hy Lạp, La Mã xem như những kẻ hung ác, hiếu chiến và khát máu. Điển hình là ông vua khét tiếng bệnh hoạn Diegylis. Ông này được tôn lên làm vua bởi con trai là Ziselmius, kẻ cũng bệnh hoạn không kém. Theo Diodorus Siculus, Ziselmius có thú vui là xẻ đôi người của nạn nhân sau đó bắt người thân của họ phải ăn những phần cơ thể ấy. Người Thracia cuối cùng cũng hạ bệ hai kẻ này. Trước khi chết, Ziselmius được cho là đã bị tra tấn bằng nhiều hình thức khác nhau.

### La Mã cổ đại
Bộ Luật Mười hai Bảng
Được ban hành vào khoảng năm 451 trước công nguyên, Luật 12 Bảng là bộ luật lâu đời nhất còn sót lại dưới thời La Mã cổ đại. Aulus Gellius, trong quyển sách nổi tiếng "Attic Nights" của mình, ông có đề cập rằng hình phạt xẻ đôi người đã được nhắc đến trong vài điều luật của Bộ luật 12 Bảng. Tuy nhiên, ông cũng nói thêm rằng những điều luật này rất ít khi được áp dụng nên không nhiều người có dịp chứng kiến tận mắt. Trong số những điều luật hiếm hoi còn sót lại trong 12 bảng của bộ luật, có vài chỗ được cho là có nhắc đến hình thức này. Ví dụ như Bảng 3 Điều 6 có nói đến cách thức mà các chủ nợ nên tiến hành với các con nợ của mình, cụ thể như sau: "Đến ngày phiên chợ thứ ba, các chủ nợ có thể cắt con nợ ra làm nhiều mảnh nếu không trả được nợ. Nếu chủ nợ xử quá mức, họ cũng không bị kết tội." Nhiều bản dịch đã bị nhầm lẫn giữa "phân đôi" với "cắt ra làm nhiều phần". Những dịch giả về sau cũng chú ý đến điều này và đã có đính chính lại. Nếu vậy, có thể hình thức xử tử được đề cập ở đây là tùng xẻo chứ không phải là xẻ đôi người.
Dưới thời Caligula
Dưới thời Đế quốc La Mã, xẻ đôi người ít được thực hiện, nhưng dưới triều đại của vua Caligula, xử tử theo cách này này bắt đầu trở nên phổ biến. Tử tội và cả gia đình người bị kết án sẽ bị xẻ đôi theo chiều ngang thay vì chiều dọc. Tương truyền, Caligula rất thích xem xẻ đôi tù nhân trong lúc dùng bữa. Ông ta xem việc xẻ thịt này đóng vai trò như một món khai vị cho bữa ăn.
Cuộc chiến Kitô
Kéo dài từ năm 115 đến năm 117, Cuộc chiến Kitô thực chất là một cuộc nổi loạn của người Do Thái chống lại Đế quốc La Mã. Vô số cuộc nổi dậy bùng lên khắp mọi nơi. Theo số liệu từ Cassius Dio, người Do Thái nổi dậy đã tàn sát 200.000 ở Cyrene, 240.000 người ở Síp. Dio cũng cho biết thêm, rất nhiều nạn nhân của những cuộc thảm sát này đã bị xẻ đôi người. Thậm chí, người Do Thái còn "uống máu của kẻ địch, moi ruột họ ra và quấn quanh xác như một chiếc thắt lưng".
Thời Valens
Năm 365, Procopius xưng đế và tuyên chiến với Valens (Hoàng đế Đông La Mã). Ông bại trận và bị hai tướng lĩnh phản trắc dưới quyền là Agilonius và Gomoarius bắt sống giao nộp cho Valens (hai kẻ này đã được Valens hứa hẹn "ban thưởng hậu hĩnh"). Năm 366, Valens đem Procopius ra xử tử theo cách thức của băng cướp Sinis. Theo đó, ông bị trói vào hai cái cây đã được uốn cong xuống bởi lực. Khi hai cái cây được thả cho bung ra, cơ thể của Procopius bị xé ra làm đôi. Valens cũng không quên "ban thưởng" cho Agilonius và Gomoarius bằng cách xẻ đôi người hai kẻ này.

### Trong văn bản truyền thống của người Do Thái
Cái chết của Isaiah
Theo một số văn bản truyền thống của Do Thái Giáo, Nhà tiên tri Isaiah đã bị xử tử bằng cách xẻ đôi người theo lệnh của vua Manasseh. có văn bản viết rằng ông bị buộc vào giữa hai cái cây và bị xẻ làm đôi, văn bản khác thì cho rằng ông đã bị xẻ đôi bằng một cái cưa gỗ.

### Những kẻ tử vì đạo (Cơ Đốc giáo)
Simon Nhiệt Thành

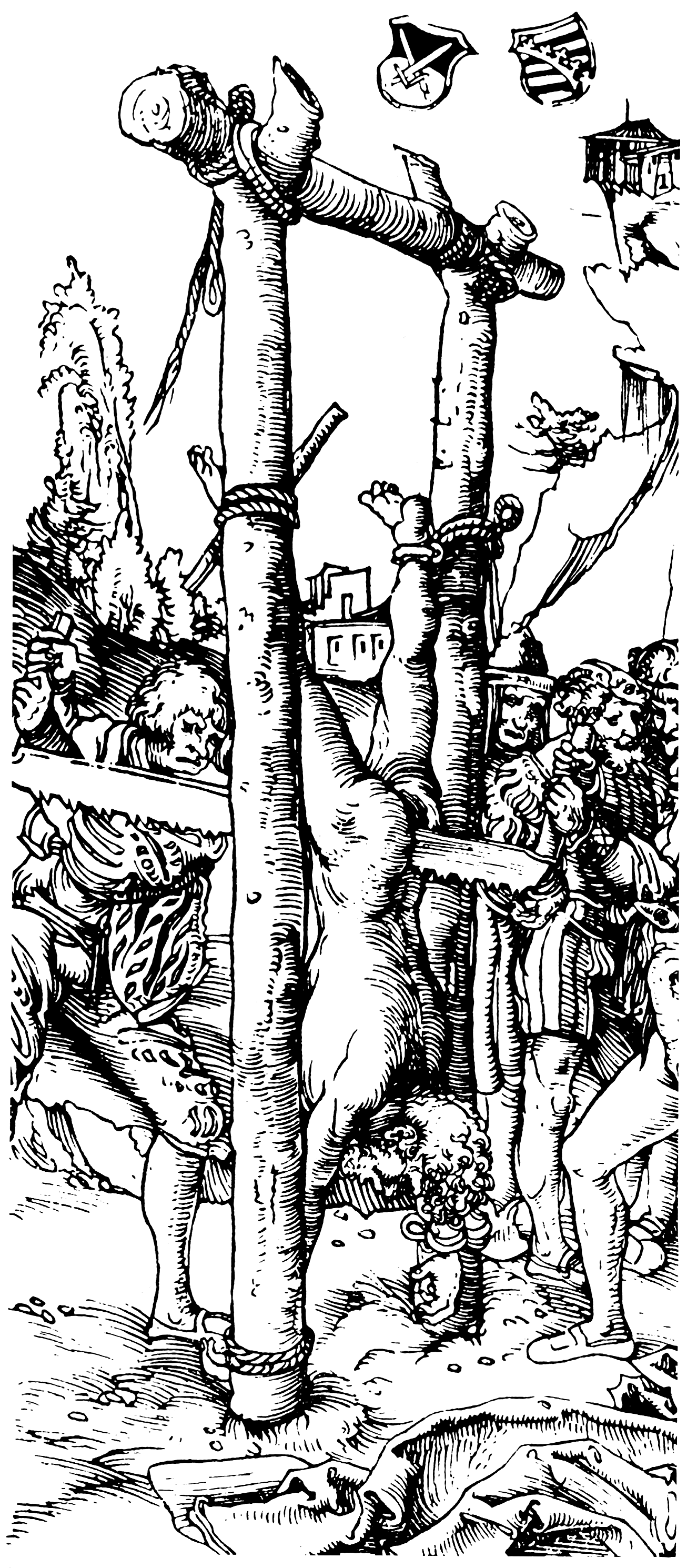
Minh họa bởi Lucas Cranach. Trong ảnh là cảnh Thánh Simon đang bị cưa làm đôi.

Một vài tín đồ Kitô hữu sơ khai được ghi nhận đã tử vì đạo bằng hình thức bị cưa đôi. Trong đó, sớm nhất và có lẽ cũng nổi tiếng nhất chính là môn đồ ít được nhắc tới của chúa Jesus, Simon Nhiệt Thành. Ông được cho là đã tử vì đạo ở Iran, bị treo lên và xẻ đôi bằng một lưỡi cưa gỗ.
Conus và con trai
Conus là tín đồ Cơ đốc sống dưới triều đại của Domitianus. Sau cái chết của vợ, ông cùng đứa con trai 7 tuổi lang bạt kỳ hồ và dừng chân ở một vùng sa mạc. Một thời gian sau, ông bắt đầu công kích những kẻ trái đạo, tà giáo. Ông còn phá hủy những vật thánh mà dân chúng sùng bái khắp vùng Konya, Tiểu Á. Hành động này trực tiếp đưa ông đến cái chết. Ông và con trai bị bắt, tra tấn bằng lửa và bị bỏ đói. Cuối cùng, hai cha con bị đem ra hành quyết sống bằng cách xẻ đôi.
Symphorosa và bảy người con
Symphorosa, tương truyền, là một góa phụ sống dưới thời vua Traianus. Bị ép phải cầu nguyện ở một ngôi đền dành cho những kẻ ngoại đạo, Symphorosa và bảy người con kiên quyết từ chối. Kết cục, Symphorosa bị buộc vào một tảng đá và ném xuống sông Aniene. Sáu người con đầu của bà bị đâm nhiều nhát đến chết, riêng đứa con út Eugenius bị hành quyết bằng cách xẻ đôi. Tuy nhiên, cũng có câu chuyện kể rằng Symphorosa đã bị giết vào năm 138, cuối triều đại Hadrianus.
38 thầy tu tử vì đạo trên núi Sinai
Tương truyền, dưới thời hoàng đế Diocletianus, có một nhóm thầy tu sống trên núi Sinai. Một ngày nọ, có một bọn "mọi rợ hoang dã" (những kẻ chuyên cướp bóc và ăn thịt đồng bọn) kéo đến và tàn sát tất cả mọi người, dù trong người họ không có vật gì quý giá. Một số bị lột da, một số bị xẻ đôi bằng một lưỡi cưa cùn.
Thánh Tarbula
Bà bị hành quyết bằng cách cưa đôi người vào năm 345 vì cáo buộc phù thủy và âm mưu nguyền rủa khiến vợ vua Ba Tư Shapur II mắc bệnh. Shapur II được cho là một ông vua có quan điểm chống Kitô sâu sắc.

## Châu Phi

### Ai Cập
Vị tu sĩ đến từ Montepulciano
Những năm 1630, có vài ghi chép từ Levant và Ai Cập cho rằng nhiều tu sĩ đã bị giết. Trong số này có thầy dòng Conrad d'Elis Barthelemy, một người Montepulciano bản địa. Ông bị xẻ làm đôi từ đỉnh đầu xuống phía dưới.
Thời Muhamad Ali của Ai Cập
Thời tổng trấn Muhammad Ali của Ai Cập, có một kẻ dưới quyền nổi tiếng hung ác, tham vọng và phản trắc. Tên hắn là Abd-ur-Rahman Bey. Hắn là kẻ đã phản bội lại người Ai Cập bản địa. Dựa vào chức vụ có được, hắn thỏa sức vơ vét của cải. Hắn thậm chí còn được cho là đã thừa lệnh chính quyền xử tử một người bằng cách xẻ thịt làm hai phần.

### Ma rốc
Vụ xử tử Melec
Nhắc đến những vụ hành quyết xẻ thịt nổi tiếng, có lẽ không thể bỏ qua vụ hành quyết Qaid (tư lệnh) Melec dưới thời vua Moulay Ishmael. Sự việc này được Dominique Busnot ghi chép hết sức đầy đủ trong quyển Lịch sử triều đại Mouley Ismael (xuất bản năm 1714) của ông. Một ghi chép khác về sự việc này cũng được tìm thấy trong bản in năm 1706 của quyển Châu Âu thời Hiện đại. Dưới đây là những ghi chép của Busnot.
Melec là kẻ cầm đầu nhóm phiến quân do Moulay Muhammad, một trong những người con trai của nhà vua Moulay Ishmael khởi xướng chống lại cha mình. Theo Busnot, Hoàng hậu đã rất giận dữ vì Melec chính là kẻ đã đích thân chém đầu một người em họ của bà ta, Ali Bouchasra. Khoảng tháng 9, tháng 10 năm 1705, Moulay Ishmael cho truyền người thợ mộc chính của mình vào cung và hỏi liệu lưỡi cưa của ông ta có đủ sắc để xẻ thịt một người ra làm hai hay không. Ông ta tâu với Ishmael rằng lưỡi cưa "đủ tốt". Ishmael ra lệnh cho ông ta đảm nhiệm việc ghê tởm đó. Trước khi rời cung, ông ta hỏi Đức vua của mình rằng Melec nên bị xẻ làm đôi theo chiều ngang hay chiều dọc. Ishmael bảo phải xẻ hắn từ trên xuống, từ đầu xuống dưới. Tuy nhiên, Ishmael cũng không quên căn dặn nên để cho những đứa con của Bouchasra tự định đoạt cách thức xẻ thịt trả thù cho cha mình. Ngày hành quyết, tay thợ mộc đi cùng với 8 người hỗ trợ đến để giải Melec ra pháp trường. Hai lưỡi cưa mới tinh của ông ta được gói ghém cẩn thận trong một lớp vải nhằm giữ bí mật về cách thức hành quyết. Melec bị trói vào một con la bằng một sợi dây xích và giải ra quảng trường công cộng, nơi 4 nghìn người (bao gồm người thân và những người trong bộ tộc của ông) có mặt cùng chứng kiến. Họ la hét, rên rỉ, cào cấu mặt mày để tỏ lòng đau buồn và thương xót. Khung cảnh trở nên hết sức bi ai và đáng sợ. Tuy nhiên, Melec vẫn bình thản hút thuốc. Sau đó, bọn hành hình lôi ông xuống từ con la, lột hết quần áo ông, vứt những bức thư "chứng minh sự phản bội" của ông vào trong lửa. Buổi hành quyết bắt đầu.
Người ta buộc ông vào một tấm ván, trói hai tay hai chân lại. Bên dưới là lưỡi cưa đã sẵn sàng. Đội hành quyết tiến đến và bắt đầu đặt lưỡi cưa lên đỉnh đầu, nhưng những đứa con của Boachasra đã nhanh chân can thiệp. Chúng yêu cầu phải cưa từ háng, vì nếu cưa từ phần đầu thì ông sẽ chết rất nhanh. Đội hành quyết tiến hành cưa ngược lại mặc cho tiếng la hét thảm thiết của Melec và những người chứng kiến. Khi lưỡi cưa đã xuống đến rốn, đội hành quyết rút cưa ra để xẻ nốt theo chiều ngược lại. Lúc này, Melec vẫn còn tỉnh táo. Ông thậm chí còn xin uống chút nước. Tuy nhiên, bạn bè, người thân của Melec đã từ chối vì họ mong buổi hành hình nhanh chóng kết thúc để giảm bớt nỗi đau đớn mà ông phải chịu. Cuối cùng, những người thừa lệnh cũng làm nốt công việc cuối cùng. Họ cưa ngược lại theo chiều từ đỉnh đầu xuống. Khi lưỡi cưa chạm đến rốn (điểm dừng lại lúc nãy), cơ thể ông bị tách làm đôi và ngả sang hai bên. Trong suốt buổi hành hình, nhiều khối thịt đã bị xé toạc bởi răng cưa, khiến máu vương vãi khắp nơi. Những người có mặt ở đó hầu hết đều không thể chịu đựng nổi màn "xẻ thịt" này.
Ước tính có khoảng 300 kẻ đồng lõa với ông bị xử chết bằng cách đóng cọc xuyên qua người, trong khi 20 kẻ cầm đầu là chủ mưu thì bị chặt hết tay chân và bỏ mặc cho chảy máu đến chết.
Vụ xử tử Larbe Shott
Cũng xảy ra dưới triều đại Moulay Ishmael, nhưng lần này là một quý tộc người Moor cao quý. Larbe Shott bị cáo buộc với đủ loại tội danh như giao du với những người Cơ Đốc giáo trong thời gian sống ở Gibraltar mà không có sự cho phép, uống rượu, gian dâm với phụ nữ Kitô, báng bổ đức tin và âm mưu phản quốc. Vì lẽ đó, tháng 7 năm 1721, ông bị tuyên án tử hình. Cơ thể ông bị đính vào giữa hai tấm bảng, đem treo ngoài cổng thành và bị cưa thành hai khúc, từ đầu đến chân. Cũng may, sau khi ông chết, Moulay Ishmael còn thương tình để xác ông được đem đi an táng đàng hoàng thay vì làm mồi cho lũ chó hoang gặm nhấm.

## Châu Mỹ

### Binh lính Thụy Sĩ trong quân đội Pháp
Năm 1757, một sĩ quan người Pháp bị thuộc hạ của mình giết chết trong cuộc binh biến xảy ra trên đảo Cat, nay thuộc vùng Mississippi. Ba kẻ trong số này bị bắt và đưa đến New Orleans. Họ bị tòa tuyên án tử hình và bị đem đi hành quyết ngay sau đó. Hai kẻ bị xử tử bằng bánh xe tra tấn, trong khi kẻ còn lại, một binh lính người Thụy Sĩ được cho là bị đóng đinh vào trong quan tài và bị cưa theo hình chữ thập. Chi tiết này được nhắc tới trong cuốn sách Nouveaux Voyages aux Indes Occidentales (tạm dịch: Những cuộc thám hiểm mới mẻ đến Tây Ấn), xuất bản năm 1768 của nhà hàng hải người Pháp Jean Bernard Bossu. Cuốn sách đã được chuyển ngữ bởi Johann Reinhold Forster vào năm 1771.
Nhận xét về độ tin cậy trong tác phẩm của Bossu, Morris S. Arnold có chú thích trong cuốn tiểu luận Có một tấm bản đồ bên trong bức vẽ của người Ấn Độ? của ông như sau: "Sách của Bossu chứa toàn những câu chuyện được phóng đại quá mức. Bạn phải hết sức thận trọng nếu dựa vào những tài liệu như vậy". Trong khi đó, Bossu một mực khẳng định rằng cách thức hành quyết này rất phổ biến trong quân đội Thụy Sĩ vì đây là một phương thức xử tử truyền thống. Ông còn dẫn chứng rằng một binh sĩ thậm chí đã chọn cách tự kết liễu để tránh phải đối mặt với hình thức xử tử này. Như vậy, theo như Bossu nói thì anh chàng kia đã bị xẻ thịt theo luật nhà binh của Thụy Sĩ thay vì luật của Pháp. Nhưng một tình huống khác xảy ra ở Louisbourg năm 1741 lại cho thấy thời điểm bấy giờ lính Thụy Sĩ bị đặt dưới luật nhà binh của Pháp. Thêm nữa, ghi chép về những biện pháp hành hình của Thành bang Zurich từ thế kỉ XV đến thế kỉ XVIII, trong tổng số 1445 cách xử tử, tuyệt nhiên không hề đề cập đến phương thức nào là "xẻ đôi người".

### Cách mạng Haiti
Năm 1791, cuộc nổi dậy xóa bỏ chế độ nô lệ ở Haiti nổ ra tại Saint-Domingue, dẫn đến việc thành lập nhà nước Haiti độc lập. Trong suốt thời điểm đó, có đến 4.000 người da trắng và gia đình họ bị tàn sát bởi cư dân bản địa. Trong số những nạn nhân này có một người thợ mộc lành nghề tên Robert. Quân nổi loạn quyết định xử tử anh ta "theo cách của bọn nô dịch". Anh bị buộc vào hai tấm bảng và xẻ làm đôi.

## Châu Á

### Levant
Giải cứu bá vương bị giam cầm
Năm 1123, bá vương Joscelin de Courtenay và vua Baldwin II bị quân của emir người Thổ, Balac phục kích và bắt nhốt ở lâu đài Quartapiert. Được tin, 50 người Armenia trung thành với Bá quốc Edessa đã lên kế hoạch giải cứu Baldwin II và bá vương của họ. Những người này cải trang thành các tăng lữ và người bán rong để trà trộn vào thành. Cuối cùng, sau một trận chiến đẫm máu, họ cũng chiếm quyền kiểm soát lâu đài. Bá vương Joscelin quyết định lẻn đi khỏi đó để tập hợp lực lượng, trong khi Baldwin II và người cháu trai Galeran ở lại cố giữ tòa lâu đài. Nhận được tin lâu đài bị chiếm, Balac xua quân đi chiếm lại. Trước lực lượng áp đảo, Baldwin II mất lâu đài. Cũng may, Baldwin II và người cháu chỉ bị đem đi nhốt trở lại. Những binh sĩ Armenia thì không được may mắn như vậy. Họ bị lột da, bị đem đi chôn tới ngập đầu và biến thành bia bắn tập, những người khác thì bị xẻ làm đôi.
Giáo phái Thích Khách
Giáo phái Thích Khách, là cách gọi nhầm lẫn của những người Nizari, một nhánh hồi giáo Ismaili, sống trong một vương quốc độc lập ở Levant trong suốt thời đại Thập tự chinh. Những người này bị cả người Hồi giáo và Kitô giáo sợ hãi và ghê tởm. Năm 1157, nhà thám hiểm người Do Thái, Benjamin của Tudela đã du hành đến khu vực này và có ghi chép rằng những tay thích khách nổi tiếng với thú vui bắt những người lãnh đạo của các tộc người khác và xẻ thịt họ.

### Đế quốc Ottoman
Theo truyền miệng, dưới thời Đế quốc Ottoman, rất nhiều người bị hành quyết bằng cách xẻ làm đôi. Hầu hết những vụ hành quyết này đều diễn ra dưới triều đại vua Mehmed II.
Cuộc chinh phạt Constantinople (1453)

Nhiều tội ác man rợ chống lại cư dân bản địa đã được người Ottoman thực hiện sau cuộc chiếm đóng Constantinople. Có một câu chuyện được lưu truyền trong dân gian rằng:
Bọn chúng [những người Ottoman] không đợi đến lúc trở thành chủ nhân của thành phố này để biến những cư dân tội nghiệp thành những trò tiêu khiển. Chúng dùng mọi cách thức man rợ, tàn ác nhất và không ngơi nghỉ để tàn sát con người. Chúng nướng họ trên những thanh sắt, lột da và bỏ đói họ đến chết. Đấy là chưa kể nhiều người bị xẻ đôi từ háng lên đầu, bị phanh thây. Ba ngày ba đêm sau cuộc chiếm đóng, thành phố trở nên điêu tàn hoang phế. Chẳng còn lại dấu tích gì ngoài tội ác của những kẻ chiếm đóng.

Chiếm đóng thành Mystras
Năm 1460, Chuyên chế quốc Moria sụp đổ khi Quốc chúa Demetrios Palaiologos đầu hàng Đế quốc Ottoman. Quân Ottoman kéo vào Mystras (vương đô của Moria). Có câu chuyện truyền tụng trong dân gian rằng quân Ottoman đã xẻ thịt một người cai thành. Câu chuyện bị đặt câu hỏi về tính xác thực cho dù nhiều thế kỉ sau, không ai không biết đến nó.
Vụ xử tử Michael Szilágyi
Năm 1460, tướng lĩnh người Hungary, Michael Szilágyi bị người Ottoman bắt và kết tội gián điệp. Ông bị xử tử tại Constantinople bằng hình thức xẻ thịt.
Những cuộc chiến tranh tại Morea (1460-1464)
Trong nhiều năm, cư dân ở Hy Lạp dưới sự thống trị của Cộng hòa Venice đã đánh nhau nhiều trận với người Thổ tại Morea. Năm 1464, một thành phố nhỏ đầu hàng quân Ottoman. Có nguồn cho rằng 500 tù nhân ở đây bị đưa về Constantinople và bị hành quyết bằng cách xẻ đôi người.
Chinh phục Mytilene, Lesbos (1463)
Những Hiệp sĩ cứu tế, lúc bấy giờ đang đóng quân tại Rhodes, đã cử vài người đến hỗ trợ quân đội tử thủ thành Mytilene khỏi tay quân Ottoman. Nhưng cuối cùng, những hiệp sĩ được cử đến đã buông giáp rã hàng với lời hứa sẽ được quân chiếm đóng tha mạng. Bất chấp lời hứa, quân Thổ đem những người này đi xẻ thịt. Tuy nhiên, theo Kenneth Meyer Setton, Đức vua thật sự đã hứa sẽ không chặt đầu họ, và để "bảo vệ" lời hứa đó, ông đã ra lệnh xẻ thịt họ ra làm đôi.
Chinh phục Negroponte (1469-1470)
Tam chúa quốc Negroponte, một quốc gia thập tự chinh, Hải dương lãnh địa dưới sự kiểm soát của Cộng hòa Venice, bị Đế quốc Ottoman xóa sổ trên bản đồ sau cuộc vây hãm Negroponte. Quốc chúa Paolo Erizzo đã bị quân Thổ đem đi xẻ thịt, mặc dù ông cũng được hứa hẹn tha mạng. Con gái ông cũng bị Mehmed II chính tay chặt đầu vì tội kháng lệnh.
Xử tử kẻ chủ mưu đốt tàu (1473)
Năm 1473, chàng trai người Sicilia tên Anthony bị quân Thổ bắt giam tại Negroponte vì chủ mưu đốt cháy nhiều chiếc tàu của vua Ottoman neo đậu ở Gallipoli. Anh bị giải đến trước mặt vua Thổ nơi anh được chất vấn vì sao có thể thực hiện một hành vi tội ác như vậy. Chàng trai trẻ dõng dạc trả lời đơn giản anh ta chỉ muốn làm tổn hại đến kẻ thù của Cơ Đốc giáo theo cách vinh quang nhất có thể. Kết cục, anh bị binh lính đem ra xẻ thịt theo lệnh của Đức vua.
Xâm chiếm Otranto
Năm 1480, Gedik Ahmed Pasha lãnh đạo người Ottoman xâm lược Italy. Otranto trở thành một trong những vùng đất bị chiếm đóng. Một cuộc tàn sát lại diễn ra tại nơi này. Trong số những người bị giết, có Tổng giám mục Stefano Pendinelli. Ông bị xẻ làm đôi trong một cuộc hành quyết.
Cuộc nổi dậy của Dionysius (1611)
Dionysius là một triết gia lãnh đạo cuộc khởi nghĩa chống lại người Ottoman. Cuộc khởi nghĩa thất bại. Ông bị bắt khi đang tìm cách thiết lập một căn cứ chiến lược ở Ioannina. Da của ông bị lột, nhét vào một ống sậy và gửi về Constantinople làm quà cho vua Ahmed I. Những kẻ đồng lõa với ông đều bị hành quyết theo nhiều cách khác nhau. Người bị thiêu sống, người bị đóng cọc, người bị xẻ làm đôi.
Cái chết của Rhigas Feraios
Rigas Feraios (1760–1798), là một nhà ái quốc, nhà khởi xướng cho cuộc đấu tranh giành độc lập của người Hy Lạp chống lại Đế quốc Ottoman. Cái chết của nhân vật này đến nay vẫn còn nhiều tranh cãi. Theo trích dẫn từ cuốn Bách khoa toàn thư Britannica năm 1911, Rigas đã bị bắn bằng súng từ đằng sau lưng. Tuy nhiên, một số lại bảo ông ta bị treo cổ. Những bản ghi chép từ thế kỉ XIX lại cho rằng ông bị cưa làm đôi. Nguồn khác thì lại quả quyết ông bị chặt đầu.

### Đế quốc Mogul

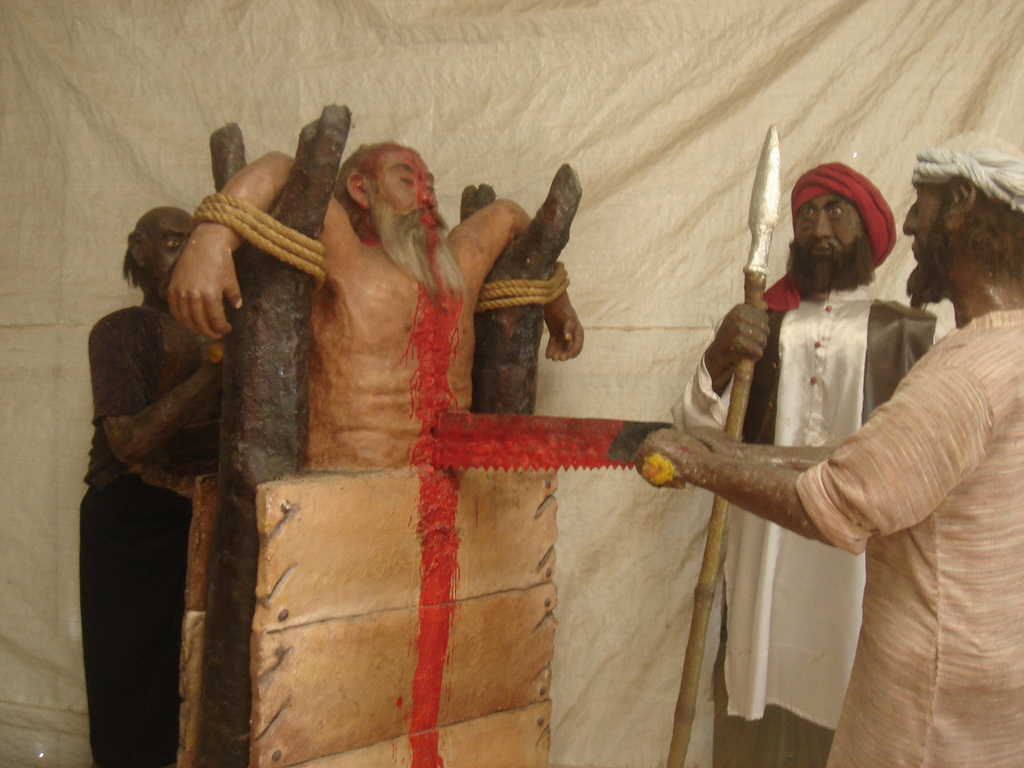
Bhai Mati Das bị xẻ làm đôi

Năm 1675, Bhai Mati Das, cùng với nhiều tín đồ nổi danh khác của Sikh giáo và vị Guru thứ chín của họ, Guru Tegh Bahadur bị hoàng đế Aurangzeb xử tử vì tội phản trắc. Bhai Mati Das bị đem đi xẻ thịt, trong khi những tín đồ khác bị hành hình theo nhiều cách thức khác nhau.

### Burma (Miến Điện)
Vài báo cáo nói rằng trong những năm 20 của thế kỉ XVIII, hình phạt xẻ đôi người thi thoảng vẫn được áp dụng cho một vài tội danh. Theo đó, tử tội bị buộc vào giữa hai phiến gỗ trước khi bị hành quyết. Tuy nhiên, những báo cáo về phương thức hành quyết này có thể đã được kết hợp với một vài báo cáo về một phương thức xử tử khác thường được chứng kiến, đó là moi nội tạng.
Tướng lĩnh Maha Bandula được cho là đã hành quyết một viên tướng cấp cao dưới quyền ông ta theo phương thức này vì tội bất tuân quân lệnh.

### Việt Nam
Augustin Huy tử vì đạo
Trong một vài trường hợp, những ghi chép có thể nhầm lẫn giữa cách thức hành quyết với sự sỉ nhục lên cái xác. Ví dụ:

Năm 1839, chính quyền phong kiến tỉnh Nam Định cho mời 500 lính Công giáo đến một bữa tiệc và chiêu dụ, gây áp lực buộc họ phải giẫm lên cây thánh giá để bỏ đạo. Tất cả bọn họ đều tuân theo, ngoại trừ ba người. Một trong số đó là thánh tử đạo Augustin Huy. Có ghi chép nói rằng chính quyền đã đem ông đi xẻ thịt. Những ghi chép khác thì nói ông bị chém chết, hoặc gươm chặt ngang lưng. Nhưng một bức thư khác được viết sau hai tuần kể từ buổi hành hình lại chứng tỏ ông bị bêu đầu:
"Tôi buộc lòng phải thông báo với ngài về cái chết của hai người Công giáo Bắc Kỳ đã xả thân chết vì đức tin vào ngày 12 tháng 6 năm 1839. Họ bị chính quyền chặt đầu gần Cửa Thuận An, cửa biển quan trọng ở Kinh thành Huế. Xác của họ bị phân thành năm mảnh và bị ném xuống biển".

### Thời phong kiến Trung Hoa
Cách thức
Chuyển động của lưỡi cưa có thể khiến cơ thể tù nhân lắc lư qua lại khiến quá trình hành quyết trở nên khó khăn. Để khắc phục vấn đề này, người Trung Quốc đã cố định cơ thể nạn nhân thẳng đứng giữa hai tấm ván được gắn với các cọc cắm sâu xuống đất. Hai đao phủ sẽ đứng ở hai đầu của các tấm bảng và kéo lưỡi cưa theo chiều từ trên xuống dưới. Câu hỏi liệu phương thức xử tử này có thực sự tồn tại hay không hay chỉ là một sự lệch lạc hiểu biết của phương pháp xử tử nổi tiếng "tùng xẻo" vẫn còn chưa có lời giải đáp thỏa đáng.
Nhà Đường
Hoàng đế Đường Cao Tông được cho là đã ra lệnh cho binh lính hành hình một tù nhân bằng cách xẻ đôi người.
Nhà Thanh
Khi hoàng đế cuối cùng của Nhà Minh, Sùng Trinh thắt cổ tự tử năm 1644, hoàng đế nhà Thanh, Thuận Trị đã bắt viên tổng đốc Quảng Đông họ Trần, người được cho là ủng hộ nhà Minh hết mực, đem đi xẻ thịt. Nổi tiếng bởi sự tuẫn tiết của mình, chính quyền mới đã lên án việc hành hình ông, đồng thời phong ông là thánh và cho lập một ngôi chùa để tưởng nhớ.

## Châu Âu

### Tây Ban Nha
Cuộc khởi nghĩa của người Morisco
Sau sự sụp đổ của vương triều hồi giáo cuối cùng ở Granada, Tây Ban Nha năm 1492, người Morisco, những hậu duệ và tín đồ hồi giáo còn sót lại phải sống ẩn dật và trở thành mục tiêu bị bức hại. Năm 1568, tại Granada, dưới sự lãnh đạo của Aben Humeya, những người Morisco đã tiến hành cuộc khởi nghĩa chống chính quyền. Cuộc khởi nghĩa bị đàn áp hết sức đẫm máu. Tại Almería năm 1569, sử gia Luis del Marmol Carvajal đã cho biết trong cuộc nổi loạn đó, có một người Morisco bị chính quyền hành quyết bằng cách xẻ thịt.
Cuộc nổi loạn La Mancha
Trong cuộc nổi loạn năm 1808 của người Tây Ban Nha chống lại chính quyền Pháp thuộc địa, đã có nhiều báo cáo về việc nhiều sĩ quan người Pháp đã bị xẻ làm đôi. Trong đó bao gồm viên đại tá Rene (hay Frene). Tuy nhiên, một ghi chép khác lại cho rằng Rene đơn thuần chỉ bị ném vào một cái vạc nước sôi, trong khi hai viên sĩ quan khác là Caynier và Vaugien mới là những người bị đem đi xẻ thịt.

### Nga
Đại quân Pháp ở Moscow (1812)
Tháng 9 năm 1812, sau khi quân quân Nga rút chạy khỏi Moscow, Napoleon đã chiếm lấy thành phố này. Tuy nhiên, Đại quân Pháp khi tiến quân vào thành không hề nhận được sự thiện cảm của cư dân địa phương. Phẫn nộ trước quân xâm lược, nông dân địa phương và "những người Cossack hoang dã" đã thành lập cả một đội du kích để quấy rối binh lính Pháp. Nhiều kẻ đã bị cư dân địa phương đem đi xẻ thịt sống.

### Hungary
Cách mạng 1848
Thật cay đắng khi cuộc Cách mạng ở Hungary năm 1848 là một cuộc tranh đấu lẫn nhau giữa các cư dân thuộc nhiều sắc tộc và tôn giáo. Trong một văn kiện có tính chất đảng phái, Ungarns gutes recht (Quyền phổ quát vững chắc của Hungary), xuất bản năm 1850, đã đề cập rằng trong cuộc đấu tranh ở Banat, 4.000 người Serbia, bị kích động bởi những lời rao giảng của đại giáo chủ Karlovci, Josif Rajačić, đã thực hiện nhiều tội ác chống lại người Hung. Phụ nữ, trẻ em và người già bị cắt xẻo và nướng chín. Vài người bị xẻ làm đôi.

## Trong văn hóa, tín ngưỡng

### Hình phạt nơi địa ngục
Trong truyền thuyết của Ấn Độ Giáo
Theo đạo Hindu, Yama, thần chết (hay Diêm La), sẽ quyết định hình phạt cho những kẻ phạm tội ác nơi dương thế. Kẻ nào phạm tội cướp giật, đặc biệt cướp của những người thuộc đẳng cấp Bà La Môn, sẽ bị xẻ thịt ở Naraka (tương đương với địa ngục).
Trong thần thoại Trung Hoa

Theo tín ngưỡng Phật giáo, xẻ thịt làm đôi là hình phạt thường được sử dụng nơi 18 tầng địa ngục. Để mô tả lại cảnh tượng hãi hùng này, các nhà sư thường ủy thác cho những nghệ nhân vẽ nên những bức tranh mô phỏng địa ngục để từ đó chúng sinh quan sát và suy ngẫm.
Có một ngôi chùa ở Quảng Châu mà vài lần trong năm, sân đền được đính đầy những hình vẽ mô tả những hình phạt mà người chết phải chịu chốn âm ti. Có kẻ bị xẻ làm đôi, kẻ bị xiên bằng chĩa sắt, kẻ bị nấu sôi trong vạc dầu, kẻ bị thiêu sống. Những nghệ nhân, dưới tài năng hướng dẫn của các nhà sư, đã thành công trong việc gieo rắc nỗi khiếp sợ qua những cảnh tượng tra tấn dã man lên đôi mắt con người... Việc tồn tại cái gọi là địa ngục trong tâm trí con người đồng thời cũng mang đến nguồn lợi nhuận to lớn cho những nhà sư, những người được cho là có khả năng xoa dịu những hình phạt mà nhiều linh hồn phải chịu nơi địa ngục...

### Segare la vecchia
Ở Ý và Tây Ban Nha, có một truyền thống khá kì quặc gọi là "segare la vecchia" (Tạm dịch: "xẻ thịt bà lão") thường được duy trì vào những ngày chủ nhật Laetare (giữa mùa chay) ở nhiều thôn xóm, bắt đầu từ thế kỉ XIX. Cách thức thực hiện như sau: những cậu nhóc sẽ chạy vòng quanh xóm và tìm ngôi nhà nào có bà lão già nhất trong xóm sống. Bọn chúng sẽ làm một hình nộm bằng gỗ dựa vào hình dáng của bà lão đó. Xong xuôi, hình nộm này sẽ bị xẻ ra làm đôi theo chiều ngang. Nhà nghiên cứu truyền thống Jacob Grimm coi đây như một nghi thức kì lạ để chào đón mùa xuân và tạm biệt năm cũ cùng một mùa đông lạnh lẽo. Ông cũng nói thêm, vào thời của ông, có một phong tục cũng tương tự như vậy tồn tại ở vùng Nam Slav.